# W31
Die W31 war ein US-amerikanischer Nuklearsprengkopf, der im Kalten Krieg in großer Zahl auch auf dem Gebiet der damaligen Bundesrepublik gelagert wurde, um dort im Ernstfall auf zwei verschiedene Raketentypen montiert zu werden oder als Atommine zum Einsatz zu kommen. Die W31 wurde von 1959 bis 1989 in verschiedenen Varianten produziert, die in etwa die gleiche Größe und das gleiche Gewicht besaßen: 71–76 cm Durchmesser und 99–100 cm Länge bei 408–429 kg Gewicht. Sie war eine geboostete Kernspaltungsbombe.

## Einsatzmöglichkeiten

### Nike-Hercules-Flugabwehrrakete
Die Nike Hercules [ˈnaɪki ˈhərkjuli:s] war eine Boden-Luft- bzw. Boden-Boden-Rakete, die während des Kalten Krieges um US-amerikanische Städte, aber auch an verschiedenen Plätzen in Europa und Japan stationiert war. Auf die meisten dieser Raketen wären im Ernstfall nukleare Sprengköpfe vom Typ W31 montiert worden, um damit hochfliegende sowjetische Bomber zu zerstören. Durch Deutschland zog sich von der Nordsee bis zu den Alpen ein dichter Gürtel mit Nike-Feuerstellungen, die alle mit der W31 bestückt worden wären.
Den nuklearen Sprengkopf für diese Rakete gab es in drei Varianten: zu 2, 20 und 40 Kilotonnen. Die 2-kT-Variante feuerte man gegen einzelne Bomberziele ab, die anderen gegen Bomberstaffeln. Zwischen 1959 und 1989 wurden 2.550 Exemplare dieses Modells produziert. Die 20-kT-Version löste im Laufe der Zeit die 40-kT-Version ab und war allein für das Nike-Hercules-System bestimmt. Da es damals in der Bundesrepublik 70 Nike-Feuerstellungen gab (siehe: Die Nike im Kalten Krieg), für die jeweils in einem nahegelegenen Bunker 10 Nuklearsprengköpfe bereitgehalten wurden, betrug die Stückzahl der W31 in Deutschland allein für dieses Waffensystem damit schon 700.

### Honest-John-Kurzstreckenrakete
Die Honest John war eine Boden-Boden-Kurzstrecken-Rakete der US-Army mit taktischem Atomsprengkopf, den es in den Varianten 5, 10, 20 und 40 Kilotonnen verschiedener Typen gab. Von der W31 wurden dafür insgesamt 1.650 Exemplare gebaut. In der Bundeswehr waren von 1959 bis 1982 die 2. Batterien der Raketenartilleriebataillone der Divisionen mit Honest-John-Raketenwerfern ausgestattet, die im Rahmen der Nuklearen Teilhabe US-Atomsprengköpfe vom Typ W31 verschießen konnten.

### Atommine
Von 1960 bis 1965 wurden etwa 300 Atomminen (Atomic Demolition Munitions – ADM) mit W31-Sprengkopf in den USA produziert, wovon etliche auf dem Gebiet der Bundesrepublik in sogenannten Sondermunitionslagern (Special Ammunition Storages – SAS) gelagert wurden. Sie waren dafür gedacht, im Ernstfall schnell an ihren Bestimmungsort verlegt zu werden, um dann auf eigenem Gebiet wichtige Anfahrtswege des Feindes zu zerstören, wie Straßen, Tunnel, Brücken etc. Bereits ab 1965 wurde die W31/ADM auch in Deutschland durch die kleinere und leichtere W45/MADM ersetzt.

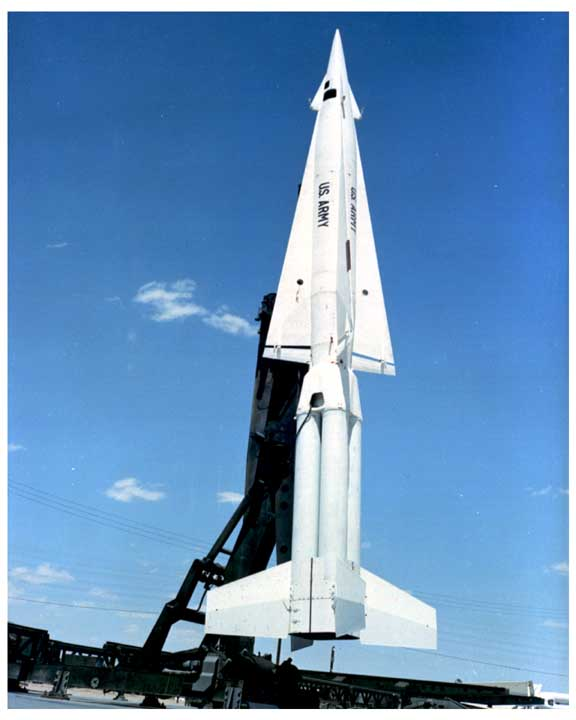
Nike Hercules Rakete der US-Army (1970)
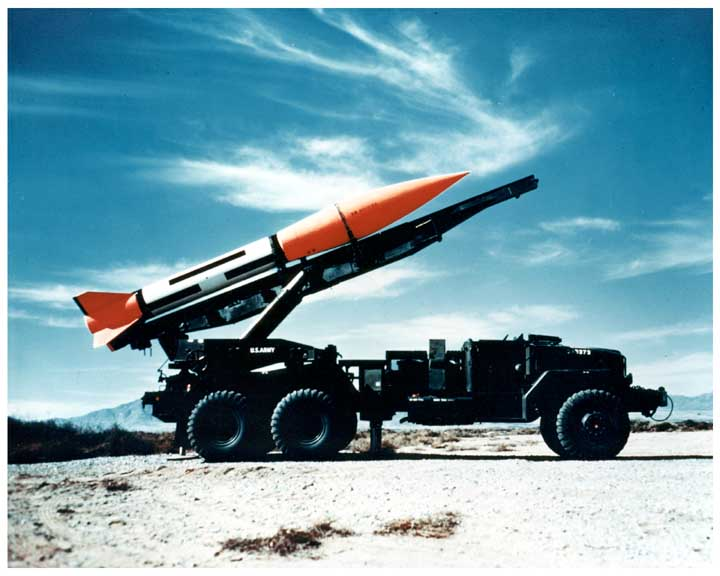
Honest John Rakete auf ihrem Trägersystem
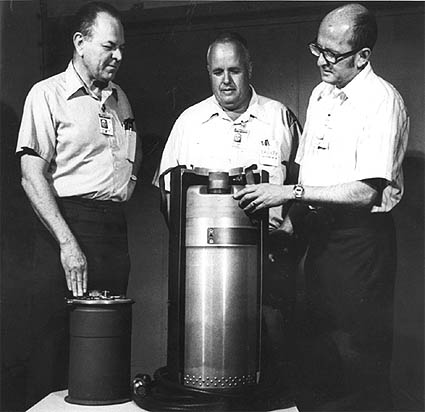
W45/MADM, Nachfolger der W31 Atommine